# اللجنة الوطنية للتحقيق في ادعاءات انتهاكات حقوق الإنسان
اللجنة الوطنية للتحقيق في ادعاءات انتهاكات حقوق الإنسان - (اليمن)، هي لجنة وطنية مستقلة ومحايدة تُعرف اختصارا بـ (NCIAVHR)، مقرها مدينة عدن، وتعنى بالرصد والتوثيق والتحقيق في جميع مزاعم انتهاكات حقوق الإنسان المرتكبة في كافة المحافظات اليمنية، والتي حدثت خلال الفترة منذ يناير 2011. وتعمل اللجنة وفقا للمعايير الدولية وتلتزم بتطبيق التشريعات الوطنية والمواثيق والعهود الدولية ذات الصلة بنشاطها.

## تاريخ اللجنة
أنشئت هذه اللجنة بناءً على القرار الجمهوري رقم (140) الصادر من الرئيس اليمني عبدربه منصور هادي في 22 سبتمبر من العام 2012 بشأن تشكيل لجنة للتحقيق في ادعاءات انتهاكات حقوق الإنسان المرتكبة في اليمن لعام 2011، وكانت قد حُددت فترة عملها ستة أشهر، على أن يتم التمديد لها ستة أشهر أخرى فقط. وقد أصدر قرار تشكيل اللجنة استناداً إلى نصوص المبادرة الخليجية  وآليتها التنفيذية، وقرار مجلس حقوق الإنسان 18/19 لسنة 2011، وما تلاه من القرارات ذات الصلة، وقرار مجلس الأمن التابع للأمم المتحدة رقم 2051 لسنة 2012م، وقرار مجلس الأمن التابع للأمم المتحدة رقم 2140 لسنة 2014م، الداعية إلى تعزيز حقوق الإنسان في (اليمن) من خلال إيجاد آلية وطنية مستقلة للتحقيق في ادعاءات انتهاكات حقوق الإنسان. 
وفي 7 سبتمبر 2015، وبسبب النزاع الذي حدث مطلع ذلك العام، تم تعديل القرار الجمهوري رقم (140) لسنة 2012 بالقرار الجمهوري رقم (13) لسنة 2015، وبموجبه تم تشكيل "اللجنة الوطنية للتحقيق في ادعاءات انتهاكات حقوق الإنسان منذ يناير 2011 وانتهاءً ببسط سلطات الدولة في كافة أنحاء البلاد"، وتم تعيين تسعة أعضاء للجنة من ذوي الخبرة والكفاءة في مجال القضاء والقانون وحقوق الإنسان.
واتخذت اللجنة مقراً رسمياً لها في العاصمة اليمنية المؤقتة عدن، وعينت لها باحثين ميدانيين لرصد وتوثيق انتهاكات حقوق الإنسان في كافة المحافظات اليمنية، كما وظفت طاقماً إدارياً وفنياً للعمل في مقرها الرئيس، بالإضافة إلى مقرها الفرعي في محافظة تعز. 
ثم أصدر رئيس الجمهورية قرارات لاحقة تقضي بتعديل بعض المواد في قرار إنشاء اللجنة وتمديد فترة عملها، تمثلت في القرارين الجمهوريين رقم (66) و (97) لسنة 2016، والقرار الجمهوري رقم (50) لسنة 2017، والقرار الجمهوري رقم (30) لسنة 2019، والقرار الجمهوري رقم (9) لسنة 2021. وفي 7 أكتوبر 2022، اعتمد مجلس حقوق الإنسان التابع للأمم المتحدة بجنيف في دورته الـ51، قراراً يؤكد فيه دعم وولاية اللجنة الوطنية في التحقيق مع كافة الأطراف في اليمن، وحث الجميع على ضرورة التعاون معها من أجل إنجاح عملها.

## الهيكلية
- تتكون اللجنة من: 
- تسعة أعضاء يمثلون فئات مختلفة من الكادر القانوني من قضاة و محامين وأكاديميين ومدافعين عن حقوق الإنسان معروفين بالنزاهة والاستقلالية والكفاءة والخبرة في المسائل المتعلقة بحقوق الإنسان، ويتم اختار رئيس اللجنة ونائبها من الأعضاء. ويخدم الأعضاء لمدة سنتين قابلة للتجديد. 
- باحثين ميدانيين عدد 40 باحث من الجنسين من ذوي الخبرة والكفاءة موزعين على كافة محافظات الجمهورية.
- كادر إداري وفني عدد 30 موظفاً.

## المهام
- تعمل اللجنة على رصد كل حالات انتهاكات حقوق الإنسان والحريات وتوثيقها وإجراء التحقيقات بشأنها وتحديد المتسببين فيها واتخاذ جميع الإجراءات والتدابير القانونية لإحالتها إلى القضاء وفق قرار إنشائها، بغض النظر عن هوية ضحايا الانتهاكات أو المنتهكين.
- للجنة القيام بزيارة السجون ومراكز الاحتجاز، والوقوف عند الخروقات إن وجدت وتقديم مقترحات وحلول لتصحيح السلبيات المسجلة.
- للجنة الحق في استدعاء من تراهم للاستماع إلى أقوالهم ويكونوا ملزمين تحت طائلة المساءلة القانونية بالحضور والتعاون وكشف المعلومات المتوافرة لديهم، وللجنة اتخاذ الاجراءات القانونية اللازمة لإحالة أي شخص أو جهة للقضاء في حالة عدم استجابتهم لتقديم بيان أو معلومات خاصة بأي انتهاك لحقوق الإنسان محل نظر اللجنة.
- للجنة حرية الالتقاء بضحايا الانتهاكات أو ذويهم، ومقابلة ممثلي الحكومة والسلطات المحلية والجيش والأمن والمجتمع المدني والأحزاب السياسية والمنظمات غير الحكومية وغيرها، أو أي شخص قد تكون شهادته مهمة لأعمال اللجنة.
- استلام وتبادل المعلومات بشأن حالات انتهاك حقوق الإنسان مع الجهات ذات العلاقة واتخاذ مختلف الاجراءات لحماية الشهود والضحايا، بما في ذلك عدم الكشف عن هويتهم إذا لزم الأمر، ووضع برامج لحمايتهم وفقاً للمعايير الدولية.
- اتخاذ الإجراءات اللازمة للحصول على كافة الأدلة والبراهين والمعلومات التي تم جمعها المتعلقة بأي انتهاكات لحقوق الإنسان منذ يناير 2011.
- النزول ميدانيا إلى مواقع انتهاكات حقوق الإنسان للتحقيق. كما لها الاستعانة والاستفادة من التقارير الصادرة من الطب الشرعي والتحقيقات والتحريات التي أجرتها أجهزة الضبط القضائي، و بمن تراه من الخبراء والمختصين المحليين أو الدوليين تحت القسم لمساعدتها في أداء مهامها.
- إقامة علاقات تعاون وشراكة في مجال تعزيز وتطوير حقوق الإنسان والحريات مع منظمات المجتمع المدني الوطنية والدولية المختصة.
- تقوم اللجنة بإعداد تقارير سنوية عن انتهاكات حقوق الإنسان في اليمن، وتُعد هذه التقارير وتوصياتها وثائق علنية تعمل اللجنة على نشرها على نطاق واسع بما لا يضر مصلحة وسلامة الضحايا والشهود، ومنذ 2016 وحتى أغسطس 2022 أصدرت اللجنة 10 تقارير دورية عن أعمالها في الرصد والتحقيق في ادعاءات انتهاكات حقوق الإنسان في اليمن.
- تقديم التوصيات لمختلف الهيئات من أجل ضمان مساءلة مرتكبي انتهاكات حقوق الإنسان ومقترحات لجبر الضرر والتعويض لضحايا الانتهاكات.[9]

## وصلات خارجية
- اللجنة الوطنية للتحقيق في ادعاءات انتهاكات حقوق الإنسان